# Serrat del Tossal Negre
El Serrat del Tossal Negre és una serra situada al municipi de Coll de Nargó a la comarca de l'Alt Urgell, amb una elevació màxima de 1.305 metres.